# باول جونسون (لاعب دوري الرغبي بريطاني)
باول جونسون (بالإنجليزية: Paul Johnson)‏ هو لاعب دوري الرغبي بريطاني، ولد في 25 نوفمبر 1978 في ويغان في المملكة المتحدة.